# Артинська сільська рада
Артинська сільська рада — колишня адміністративно-територіальна одиниця та орган місцевого самоврядування в Олевському районі Коростенської і Волинської округ, Київської та Житомирської областей УРСР з адміністративним центром у с. Артинськ.

## Населені пункти
Сільській раді на момент ліквідації були підпорядковані населені пункти:
- с. Артинськ.

## Населення
У 1926 році чисельність населення сільської ради становила 649 осіб.
Кількість населення ради, станом на 1931 рік, становила 725 осіб.

## Історія та адміністративний устрій
Утворена 30 жовтня 1924 року, відповідно до рішення Волинської ГАТК «Про виділення та організацію національних сільрад», як польська національна сільська рада, в складі сіл Артинськ, Поташня та Радоробель Тепеницької сільської ради Олевського району Коростенської округи. Станом на 17 грудня 1926 року в підпорядкуванні ради перебували хутори Залісоччя, Козичево, Татине, с. Радоробель перебував на обліку в Олевській селищній раді.
В 1939 році с. Артинськ відселене, назву та функції адміністративного центру ради передано до с. Поташня, відтоді — Артинськ. Станом на 1 жовтня 1941 року хутори Залісоччя, Козичево і Татине були зняті з обліку населених пунктів. На обліку в сільській раді числиться х. Кар'єр.
Станом на 1 вересня 1946 року, відповідно до інформації довідника «Українська РСР. Адміністративно-територіальний поділ», на обліку в раді перебувало с. Артинськ.
Ліквідована 11 серпня 1954 року, відповідно до указу Президії Верховної ради УРСР «Про укрупнення сільських рад по Житомирській області»; територію ради включено до складу Тепеницької сільської ради Олевського району.